# شارلوت کمپ مول
شارلوت کمپ مول (به انگلیسی: Charlotte Kemp Muhl) (زاده ۱۷ اوت ۱۹۸۷) خواننده، ترانه‌سرا، نویسنده، مدل آمریکایی است.